# Berkut
Berkut (ucraïnès: Беркут) és el sistema d'unitats especials de policia ucraïnesa, depenent del Ministeri de l'Interior.
És el successor ucraïnès de l'OMON soviètic. És semiautònom i es dirigeix a nivell local o regional (óblast, raion, ciutat). Inicialment s'utilitzava per combatre la delinqüència organitzada, però actualment s'utilitza com a Policia (Militsiya) de Seguretat Pública. El seu nom complet és Unitats Separades d'Assignació Especial de Militsiya "Berkut". Hi ha una unitat de "Berkut" a cada regió (óblast) i ciutats grans del país. Entre les diverses unitats especials de la policia a Ucraïna, "Berkut" es va convertir en un nom general per a totes les altres.
El principal objectiu declarat d'aquesta força especial nacional és el control de multituds; tanmateix, els Berkut també han estat acusats de participar en el crim organitzat, i de terroritzar i atacar a votants ucraïnesos que escollirien candidats no-Ianukòvitx als governs locals, i tenen un historial ben documentat de segrests, atacs i tortures de manifestants, incloent-hi els de l'EuroMaidan i en menor mesura els de la Revolució Taronja.